# 天佑寺观音像
天佑寺观音像，位于中国河北省保定市高碑店镇南方中村，为保定市高碑店市的一个省级文物保护单位，类型为石刻，公布时间为2001年2月7日。
天佑寺观音像的历史年代为唐代。